# NGC 454
NGC 454 je galaksija u zviježđu Feniks.

## Vanjske poveznice
- SEDS: NGC 454